# Kvinterna

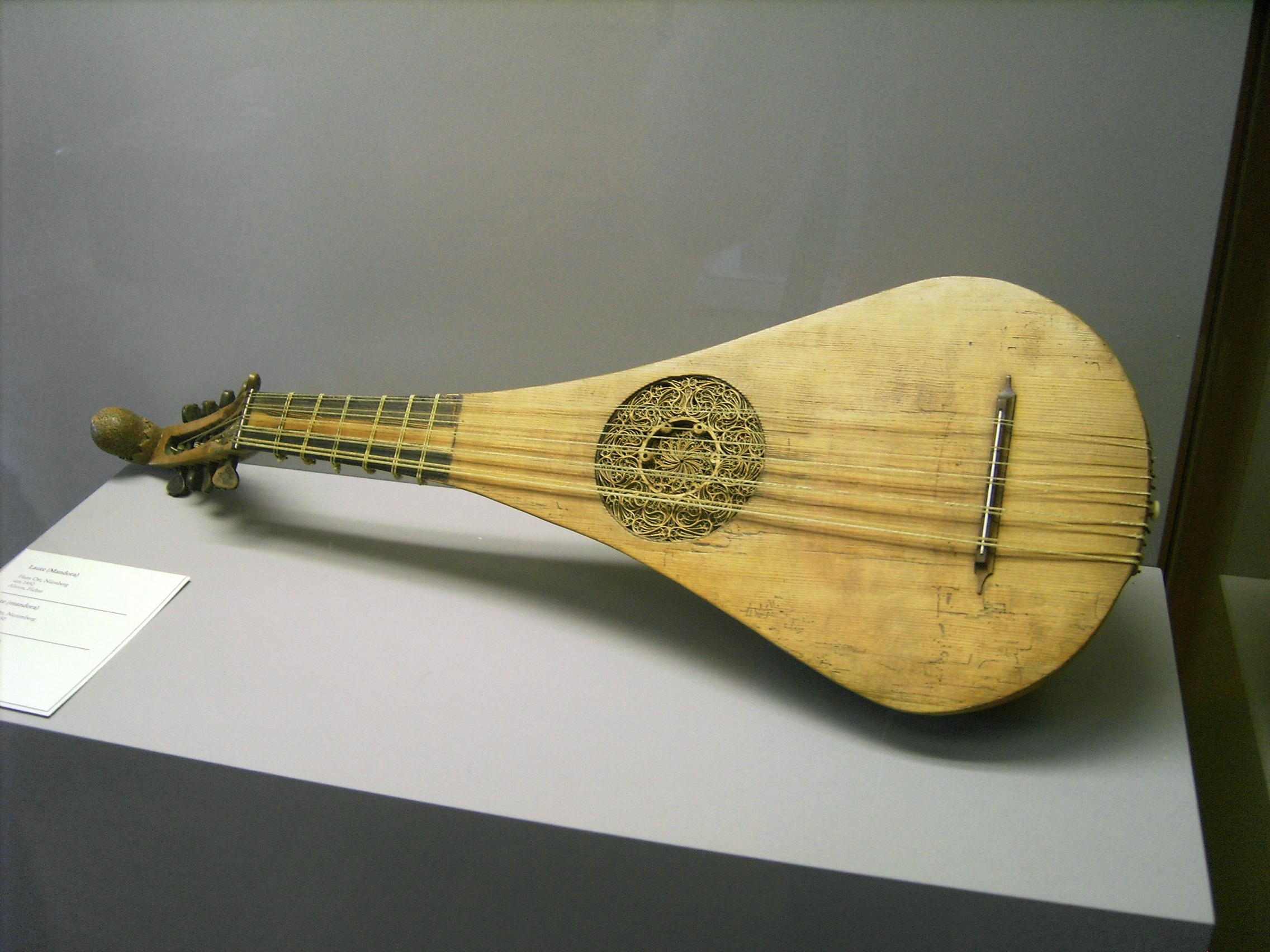
Kvinterna

Kvinterna (gyterne, gyttrone, gitteron, guiterne, quinterne, někdy i mandoře) je středověký drnkací nástroj s vypouklou zadní deskou, třemi nebo čtyřmi střevovými strunami obvykle ve zdvojeném tažení a opražcovaným hmatníkem.

Kvinterna byla zřejmě nejvíce rozšířená mezi dvanáctým a patnáctým stoletím, později její obliba klesala, název se ovšem dále používal pro různé nástroje z kytarové rodiny, která se tou dobou začínala v bolestech formovat. Původní nástroje byly obvykle monoxyly (tedy vyrobeny z jednoho kusu dřeva), co do tvaru se různily. Do třináctého století měly dva ozvučné otvory, podobně jako fiduly, později pak jen jeden.
V současnosti se běžně používají dvě ladění, která podle středověkých pramenů příslušela fidulám. Jsou to: a-d'-a'-d a g-d'-g'-d.
Žádné skladby určené přímo pro kvinterny se nedochovaly, o způsobu hry se ví jen málo. S jistotou můžeme tvrdit pouze to, že se hrálo trsátkem. Jelikož ladění kvinterny umožňuje jak vydrnkávání melodie, tak akordový doprovod, lze se domnívat, že obého bylo využíváno, prvého zřejmě především k doprovodu tanců. Dnes se v drtivé většině kvinterny používá jako konstantního dronu, někteří hráči na hmatník pro jistotu vůbec nesahají, odvážnější hrají melodii na spodní struně a zbytek nechávají proznívat.

## Reference

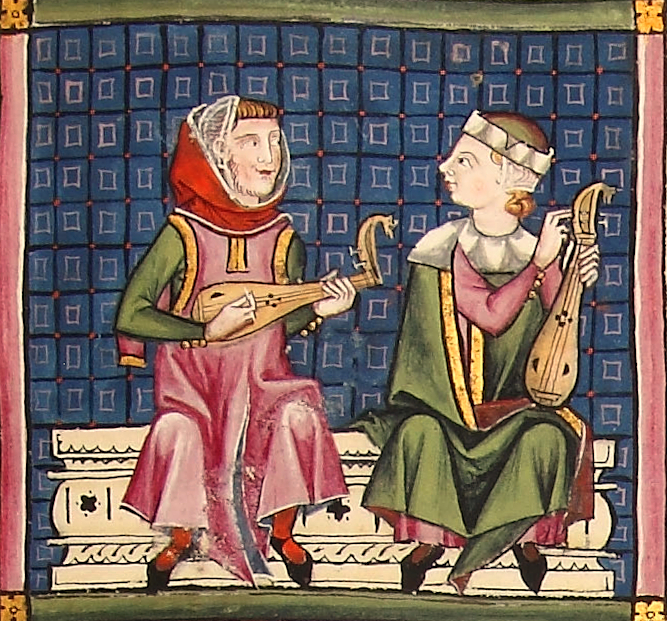
Kvinternas v Cantigas de Santa María, kolem roku 1280 našeho letopočtu.